# Freedom (canção)
"Freedom" é uma canção da cantora georgiana Mariam Shengelia. Foi escrita por Keti Gabisziani e Buka Kartozia. A canção foi lançada a 14 de março de 2025 e representou a Geórgia no Festival Eurovisão da Canção de 2025 mas não foi apurada para a final.

## Composição
A canção foi composta por Keti Gabisiani, com letra de Buka Kartozia. As letras transmitem uma mensagem de esperança e determinação, dando fé no caminho que está por vir. Imagens de céus azuis sem nuvens e mares calmos, mas tempestuosos, aprofundam ainda mais a carga emocional. A letra enfatiza um amor puro e inabalável pela liberdade e pela pátria, enquanto Mariam declara que não tem outras riquezas a procurar.

## Videoclipe e promoção
O videoclipe da canção foi realizado por Kakha Bukhrashvili, com direção artística de Shako Popiashvili e Nino Tsulaia, e estreou juntamente com o anúncio da participação através do canal oficial do Festival Eurovisão da Canção no YouTube.

## Festival Eurovisão da Canção 2025

### Seleção interna
A 14 de março de 2025, a Rádio e Televisão Pública da Géorgia anunciou «Freedom», interpretada por Mariam Shengelia, como a canção representante da Geórgia no Festival Eurovisão da Canção 2025. Mariam já tinha tentado representar a Geórgia em 2020, ficando em 6.º lugar na 9.ª temporada da versão georgiana do concurso televisivo de talento e seleção de artistas Ídolos. A canção foi escolhida entre 18 candidaturas recebidas pela televisão georgiana, tendo sido enviadas outras 20 propostas por compositores estrangeiros.